# Bethany Hamilton
Bethany Meilani Hamilton (Lihue, Hawái, 8 de febrero de 1990) es una surfista estadounidense, especialmente conocida como superviviente a un ataque de tiburón, en el que perdió el brazo izquierdo a los trece años y por superar con éxito esa grave lesión, hasta el punto de regresar a la práctica del surf y ganar diversas competiciones.

## Biografía

### Infancia
Hamilton nació en Hawái el 8 de febrero de 1990. Sus padres son Tom nacido el 13 de septiembre de 1948 y Cheri Hamilton nacida el 14 de febrero de 1952. Tiene dos hermanos mayores, Noah 
nacido el 7 de diciembre de 1981 y Timothy nacido el 14 de junio de 1986. Sus padres eran surfistas que se mudaron desde los Estados Unidos continentales a Hawái buscando oportunidades para surfear. 
Ellos le enseñaron a surfear desde que tenía 4 años.
Entró a su primera competición cuando tenía 8 años al torneo “Rell Sun” en la isla de Oahu en la playa Makaha, compitió en mujeres de 7 a 9 tabla corta y mujeres de 7 a 9 tabla larga, ganando ambos. Su carrera profesional como surfista empezó cuando ganó el vigésimo tercer campeonato anual Haleiwa Menehune, en febrero del 2000, donde terminó en primer lugar en mujeres de 11 y menos, primer lugar en mujeres de 15 o menos, y segundo en hombres de 12 o menos. Eligió un patrocinador, Rip Curl, que la ayudó con sus planes antes de ser una surfista profesional.

### Ataque
El 31 de octubre de 2003, Bethany Meilani Hamilton  fue a surfear por la mañana en una playa de Kauai con sus amigos Alana, Byron (el hermano de Alana) y Holt Blanchard (el padre de Alana). Alrededor de las 7:35 a. m., a unos 300 metros de la costa, Alana y Bethany estaban sentadas en sus tablas y Bethany estaba con su brazo izquierdo bajo el agua, cuando un tiburón tigre la atacó, arrancándole su brazo izquierdo justo debajo del hombro; haciéndole perder alrededor del 60% de su sangre. Desangrándose, sus amigos la ayudaron a volver a las playas. Cuando llegaron al hospital el padre de Bethany iba a ser operado de un problema en la rodilla pero necesitaban el quirófano para operarla a ella; cuando acabó la operación le habían puesto a Bethany algunos puntos en lo que le quedó del brazo.   
Aún con el trauma del incidente, Hamilton estaba determinada a volver a surfear.Sólo 9 semanas después del incidente, volvió a surfear. Adaptó una tabla hecha a mano que era un poco más gruesa, haciéndola más fácil para nadar. Después de aprender a nadar con un brazo, empezó a surfear a la perfección.

### Soul Surfer
Bethany escribió sobre su autobiografía en 2004, llamada Soul Surfer: A True Story of Faith, Family, and Fighting to Get Back on the Board. (Alma de surfista: Una historia real de fe, familia y lucha para regresar a la tabla)
El largometraje del 2011, Heart of a Soul Surfer, fue dirigido por Becky Baumgartner y apareció en festivales de cine alrededor del mundo. La película cuenta la verdadera historia de Hamilton. Soul Surfer, dirigida por Sean McNamara y protagonizada por AnnaSophia Robb quien en la película es Bethany Hamilton. La misma Hamilton actuó como doble en las escenas de surfeo. Esta película salió al cine en el 2011.  Otros actores en la película son Helen Hunt, Dennis Quaid, Lorraine Nicholson, y Carrie Underwood.

## Vida personal
En abril de 2013, se comprometió con Adam Dirks. El 18 de agosto de 2013 contrajeron matrimonio en Kauai. El 1 de junio de 2015, Bethany Hamilton y Adam Dirks se convierten en padres de su primer hijo, Tobias Dirks Hamilton. El 23 de marzo de 2018 tuvieron a su segundo hijo, Wesley. El 14 de febrero de 2021, nació su tercer hijo, Micah. En marzo de 2023 anuncian que van a ser padres por cuarta vez. Su hija, Alaya Dorothy, nació el 30 de junio de 2023.

## Competencias
En julio de 2004, Hamilton ganó el premio ESPY por mejor regreso de un atleta del año. Hamilton logró ser una surfista profesional al igual que su amiga Alana.
- Rell Sun Menehune: Primer lugar. (1998)

País: Estados Unidos
- Open Women's Division of the National Scholastic Surfing Association: Primer lugar. (2002)

País: Estados Unidos
- NSSA Regional Event: Quinto lugar. (2004)

País: Estados Unidos
- NSSA National Competition: Primer lugar. (2005)

País: Estados Unidos
- O'Neill Island Girl Junior Pro tournament: Primer lugar. (2005)

País: Estados Unidos
- NSSA National Championship: 18-and-under Finalist: Quinto lugar. (2006)

País: Estados Unidos
- Hawaii Team Highlights: Cuarto lugar en Brasil y Quinto lugar en Estados Unidos. (2006)

País: Estados Unidos
- NSSA Regionals: Quinto lugar. (2007)

País: Estados Unidos
- Women's Pipeline Championship: Cuarto lugar. (2007)

País: Estados Unidos
- US Open of Surfing - Huntington Beach, CA: Quinto lugar. (2008)

País: Estados Unidos
- Roxy Pro Surf Festival - Phillip Island, AUS: Tercer lugar. (2008)

País: Australia
- Rio Surf International in Río de Janeiro, Brasil: Tercer lugar. (2009)

País: Brasil
- Billabong ASP World Junior Championship - AUS: Segundo lugar. (2009)

País: Australia